# 付随音楽
付随音楽（ふずいおんがく）は、演劇、テレビ番組、ラジオ番組などで使用するために作られた音楽である。劇付随音楽、劇音楽、付帯音楽（ふたいおんがく）ともいう。この用語は映画にはほとんど用いられず、代わりに「映画音楽」や「劇伴音楽」が用いられる。
付随音楽は背景音楽であることが多く、行動に雰囲気を加える。また、序曲や場面が変わる間に演奏される音楽など、観衆・視聴者の関心を向けさせる楽曲も含まれる。演劇においては音楽家が舞台上で演奏することを求められるものもある。
付随音楽の使用は少なくともギリシア戯曲までさかのぼる。多くのクラシック音楽の作曲家が様々な演劇のために付随音楽を作曲している。有名な例としてはベートーヴェンの『エグモント』、メンデルスゾーンの『夏の夜の夢』、グリーグの『ペール・ギュント』がある。劇とは関係なくこれらの音楽の一部だけを演奏会で採り上げることも多い。
付随音楽のみを全曲演奏するのは有名なものでも稀であり、作曲者自身や、時には他の作曲家や指揮者などが、主要曲を抜粋し、しばしば楽曲構成や楽器編成を変更（独唱や合唱、特殊な楽器を省くなど）して、演奏会用の組曲を編むことが多い。

## 主な作曲者と主要作品
- モーツァルト - 『エジプトの王ターモス』
- ベートーヴェン - 『エグモント』、『アテネの廃墟』、『コリオラン』
- ロッシーニ - 『エジプトの王ターモス』
- シューベルト - 『魔法の竪琴』、『キプロスの女王ロザムンデ』
- メンデルスゾーン - 『夏の夜の夢』、『アタリー』、『頑固な王子』
- シューマン - 『マンフレッド』
- サン＝サーンス - 『誓い』、『パリザティス』
- ビゼー - 『アルルの女』
- チャイコフスキー - 『雪娘』、『大混乱』、『地方長官』、『ハムレット』、『ロメオとジュリエット』
- グリーグ - 『ペール・ギュント』、『十字軍の王シーグル』
- フォーレ - 『ペレアスとメリザンド』
- ドビュッシー - 『リア王』
- R・シュトラウス - 『町人貴族』
- ニールセン - 『アラディン』
- グラズノフ - 『ユダヤの王』
- シベリウス - 『ペレアスとメリザンド』、『クリスティアン2世』、『ベルシャザールの饗宴』、『クオレマ』、『テンペスト』
- サティ - 『ソクラテス』、『星の王子』
- ヴォーン・ウィリアムズ - 『すずめばち』
- プロコフィエフ - 『ハムレット』、『エジプトの夏』
- ショスタコーヴィチ - 『南京虫』、『ハムレット』
- ブリテン - 『F6登攀』、『双頭の鷲』